# Just Another Band from L.A.
Just Another Band from L.A. es un álbum en directo de Frank Zappa y The Mothers of Invention editado en 1972. Fue grabado en el Pauley Pavilion en el campus de UCLA. Una versión íntegra de la grabación se editó a principios de los años 90 bajo el sello discográfico Playground Psychotics. 
Se reeditó en formato CD en dos ocasiones bajo el sello de Rykodisc en 1990 y en 1995.
La banda uruguaya de rock La Tabaré adaptó el arte de tapa para la portada de su álbum Chapa, pintura, lifting.

## Lista de canciones

### Cara A
1. "Billy the Mountain" (Zappa) – 24:47

### Cara B
1. "Call Any Vegetable" (Zappa) – 7:22
2. "Eddie, Are You Kidding?" (Kaylan, Seiler, Volman, Zappa) – 3:10
3. "Magdalena" (Kaylan, Zappa) – 6:24
4. "Dog Breath" (Zappa) – 3:39

## Personal
- Frank Zappa – guitarra, voz
- Mark Volman – voz
- Howard Kaylan – voz
- Ian Underwood – instrumentos de viento, teclados, voz
- Aynsley Dunbar – batería
- Don Preston – teclados
- Jim Pons – bajo, voz